# Caesarův chrám

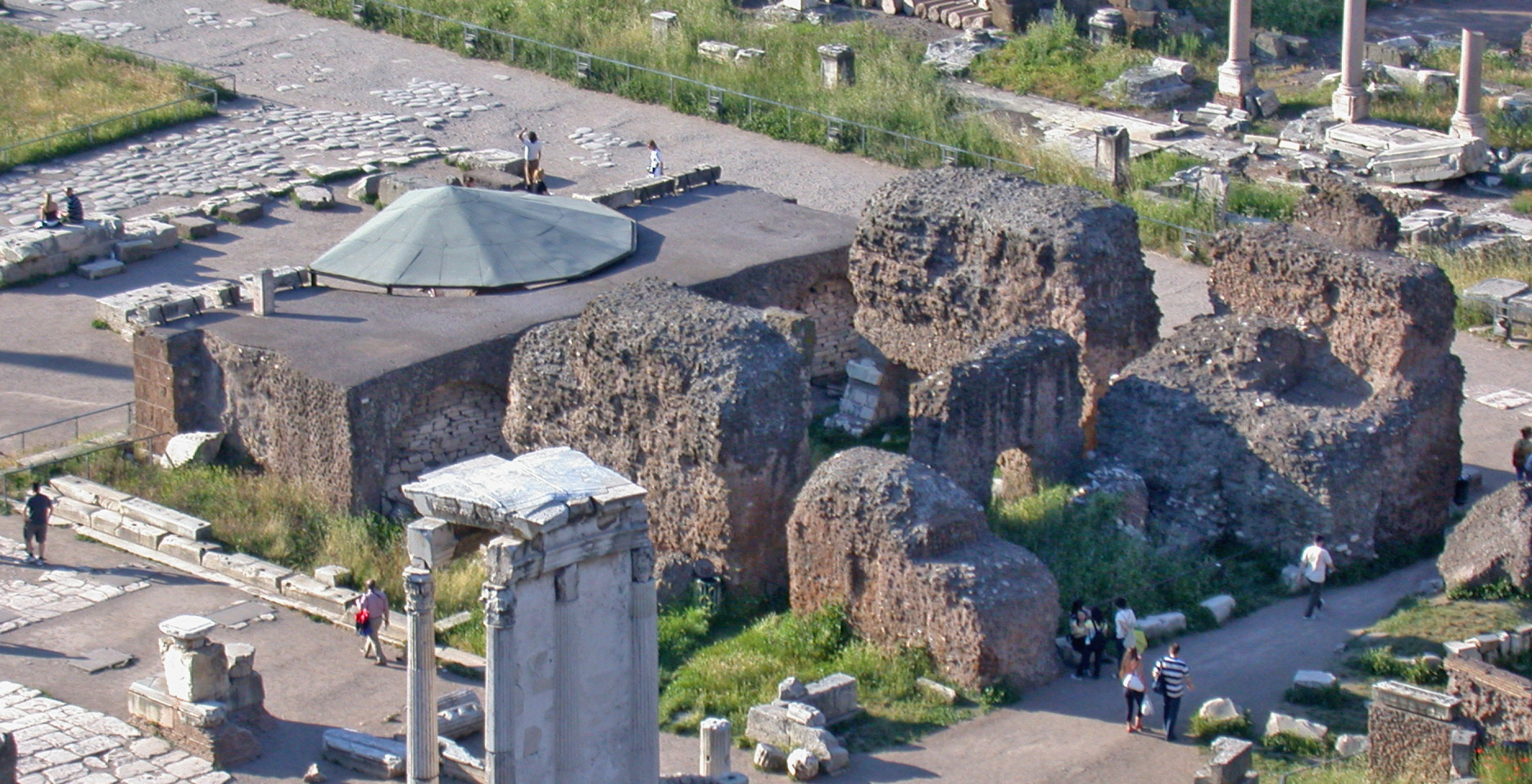
Pohled na ruiny Caesarova chrámu z Palatinu. Pod kulatou stříškou se nachází zbytky oltáře, který označuje Caesarovu pohřební hranici.

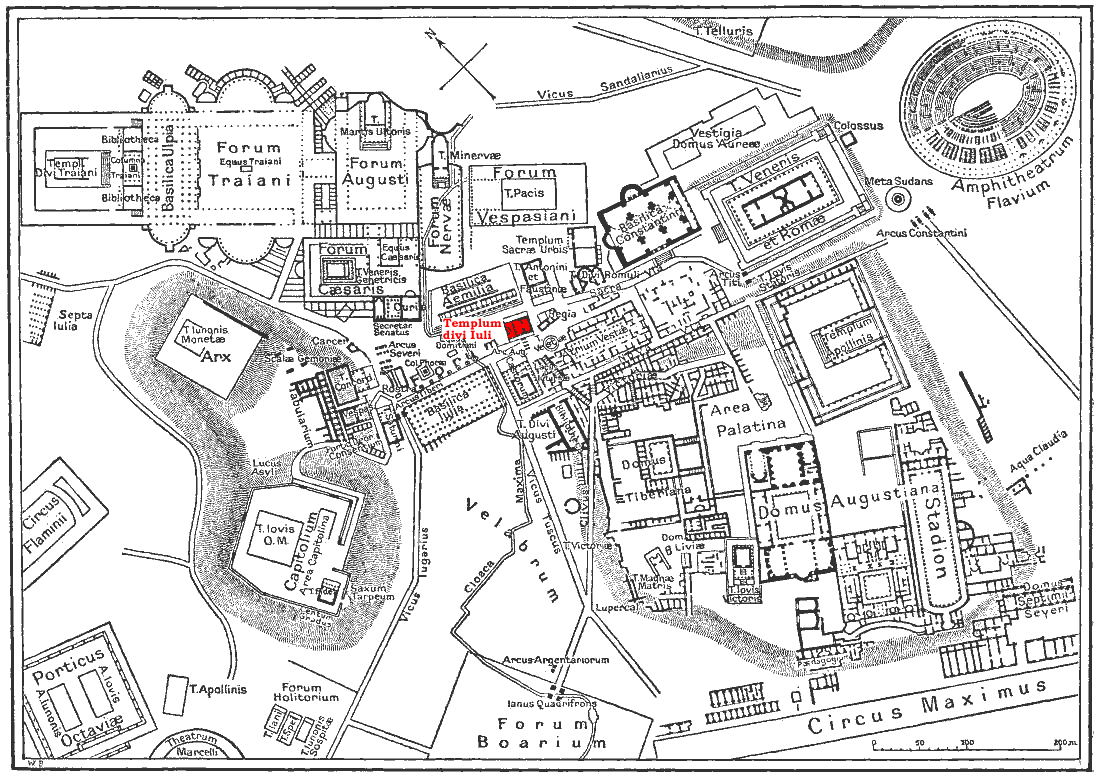
Poloha chrámu

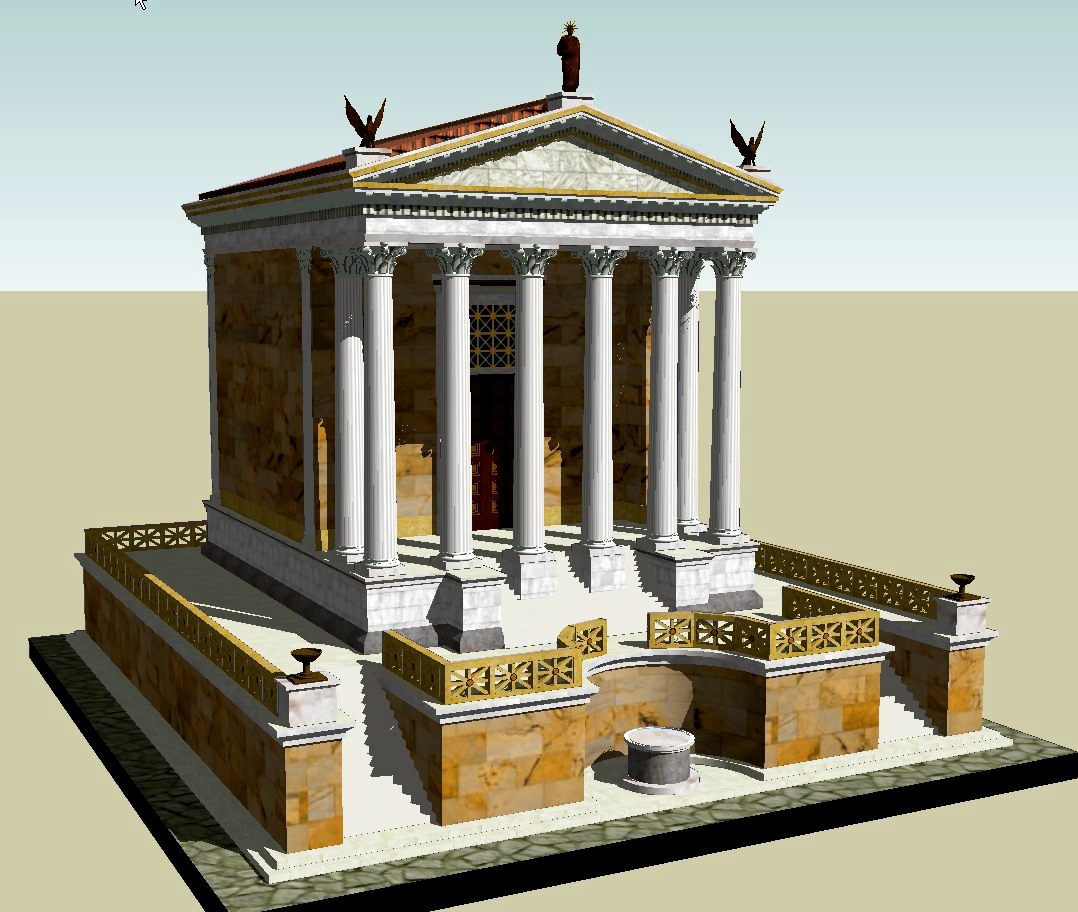
3D Rekonstrukce chrámu

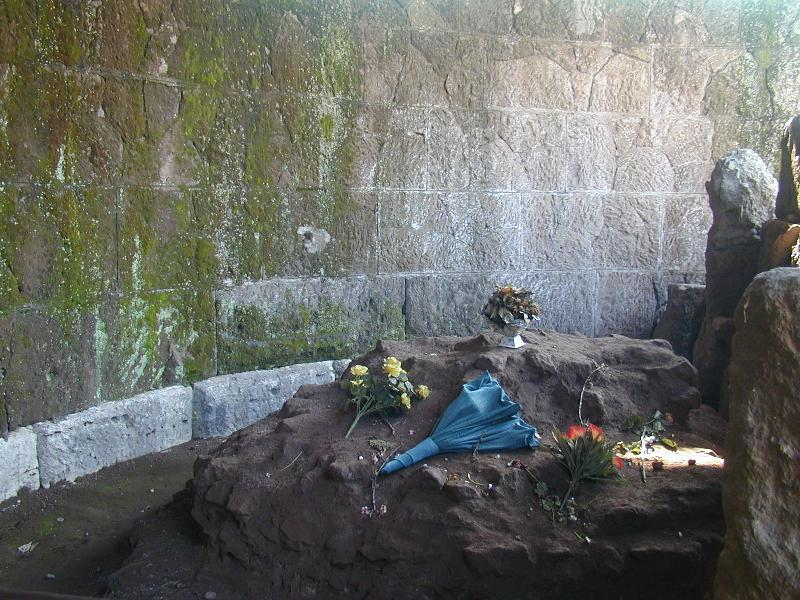
Turisté dodnes dávají květiny na zbytky Caesarova oltáře.

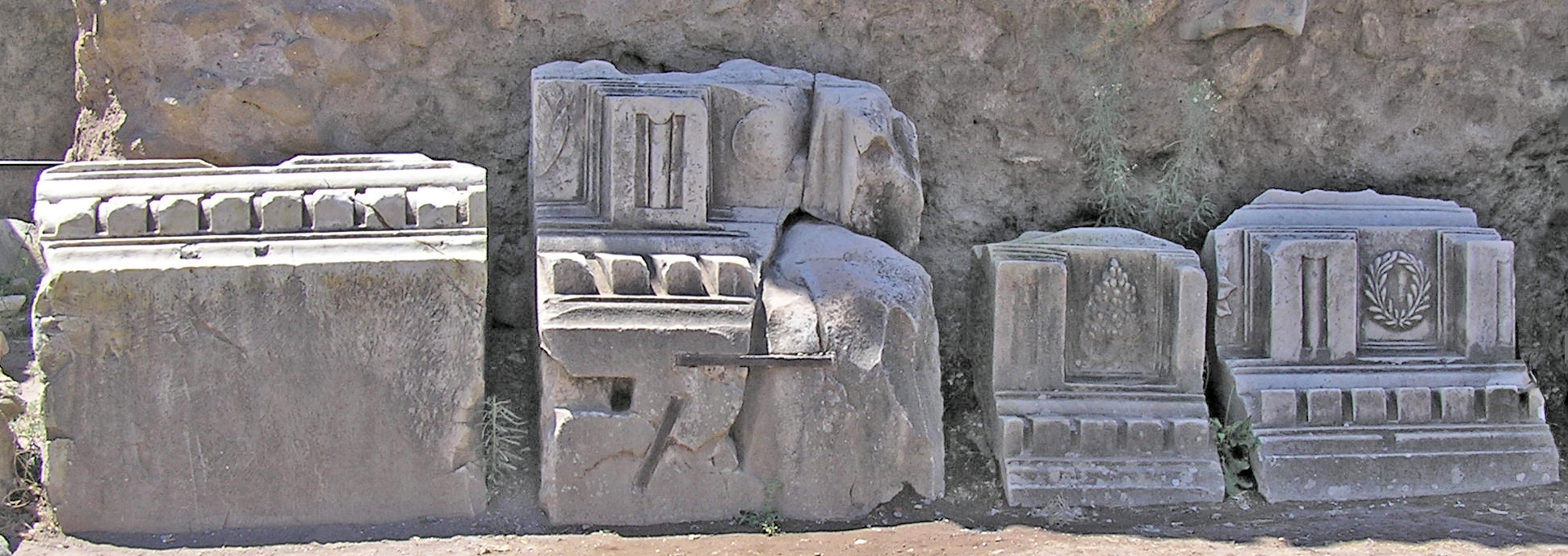
Zlomky mramorové korintské dekorace chrámu.

Caesarův chrám (italsky: Tempio del Divo Giulio) byl jedním z pohanských chrámů na římském Foru Romanu. Jeho pozůstatky se nacházejí ve východní části Fóra mezi chrámem Castora a Polluka, bazilikou Aemilia a Regií. Stavbou Caesarova chrámu došlo k vyloučení antické Regii a Vestina chrámu z hlavního náměstí Fora.

## Historie
Když byl v roce 44 př. n. l. zavražděn římský diktátor Gaius Julius Caesar, bylo jeho tělo převezeno na Forum Romanum, kde bylo následně slavnostně spáleno. Senát na tomto místě nechal postavit oltář a 6 metrů vysoký sloup ze žlutého numidského mramoru, na kterém bylo vytesáno věnování Parenti Patriae („Otci vlasti“). Základy samotného chrámu položil nejspíše v roce 42 př. n. l. adoptivní syn již zbožštěného Julia Caesara, císař Augustus. Na několika mincích pocházejících z období 37 - 34 př. n. l. je budova znázorněna v rozestavěné fázi, protože práce se zdržely kvůli sporům o Caesarovo dědictví mezi Marcem Antoniem a Augustem. Výstavba se tím protáhla až do roku 29 př. n. l., kdy byl chrám přesně 18. srpna slavnostně předán božskému Caesarovi. Augustův adoptivní otec byl po Romulovi prvním občanem Říma, který byl prohlášen za boha a jemuž byla věnována samostatná svatyně.

## Architektura
Caesarův chrám lze rozdělit na dvě části:

### Řečnická tribuna
Ve skutečnosti to byla 26 metrů široká, 30 metrů dlouhá a 3,5 metrů vysoká kvádrová plošina, jež zároveň sloužila jako řečnická tribuna. Staří Římané tuto část pojmenovali Rostra aedis Divi Iulii podle dříve vzniklé Rostry, která stála na opačném konci Fora. Výzdobu tribuny, na níž vedla dvě postranní schodiště, tvořily klouny z lodí Marca Antonia a Kleopatry použitých v bitvě u Actia. Uprostřed přední části podstavce je vystavěná velká nika, v níž se nachází původní oltář označující místo Caesarovy pohřební hranice.

### Chrám
Samotný chrám byl postaven na 2,4 metrů vysokém pódiu, které bylo vybudováno na již zmiňované plošině. Chrámovou předsíň tvořilo šest sloupů vpředu a jeden sloup z každé strany. Každý z nich měl průměr u základny 1,18 metrů a každý dosahoval pravděpodobně výšky až devítinásobku svého průměru, tedy přibližně 10,7 metrů. Hlavní síň zabírala 17 metrů z celkové délky chrámu. Podle římského filozofa Plinia stála v budově naproti hlavnímu vchodu mohutná socha božského Caesara s hvězdami nebo kometou kolem hlavy.
Původně byl chrám vystavěn v jónském řádu, avšak je pravděpodobnější, že celá stavba spadala pod řád korintský, což dokazují nálezy v okolí: na fragmentech ozdobného vlysu jsou vyobrazeny okřídlené Gorgony a archeologové nalezly i zbytky akantů. Právě akant potvrzuje korintský původ, protože to je základní architektonický prvek tohoto řádu.

## Vývoj chrámu a současnost
V roce 64 se Neronův velký římský požár nevyhnul ani Caesarovu chrámu. Co nezničil oheň, to dokonala následná vlhká období. Chrám se v historii znovu objevil na dobových mincích, které dokazují, že císař Hadrián nechal budovu zrestaurovat, avšak nějaké větší stavební úpravy se během této rekonstrukce nekonaly. Časem chrám zarostl vegetací a jeho ruiny čekaly na své odkrytí až do roku 1872, kdy se začalo s kompletním vykopáváním celého Fora Romana. Větší systematické práce se na místě chrámu uskutečnily v roce 1888 a do opětovného pátrání se pustil italský archeolog Giacomo Boni mezi lety 1898 - 1899. Naposledy se zde konaly větší vykopávky v roce 1950. Dnes na místě chrámu naleznete pozůstatky mohutného podstavce s nikou, kde se nacházejí zbytky Caesarova oltáře, kam dosud Římané i turisté dávají kytice na počest Otci vlasti.